# Otto Reislant
Otto Reislant (* 31. Mai 1883 in Leipzig; † 28. Januar 1968) war ein deutscher Fußballspieler. Am 16. Mai 1910 kam der zumeist als Mittel- oder Halbstürmer agierende Offensivspieler in Duisburg zu seinem einzigen Länderspieleinsatz für Deutschland.

## Karriere

### Vereine
Reislant spielte ab seinem 14. Lebensjahr beim SC Wacker Leipzig. Mit dem Verein gewann er am 19. April 1908 durch einen 3:2-Erfolg nach Verlängerung gegen Viktoria Magdeburg die mitteldeutsche Meisterschaft. In der folgenden Endrunde um die deutsche Fußballmeisterschaft war er auch in den zwei Spielen gegen den VfR 1897 Breslau (3:1) und im Halbfinale gegen den späteren Deutschen Meister Viktoria 89 Berlin (0:4) aktiv. Mit seinen Mitspielern Hans Riso und Erich Albrecht konnte er aber nicht den Einzug der Berliner in das Endspiel verhindern. Mit Willi Knesebeck, Paul Hunder, Otto Dumke, Willi Worpitzky und Helmut Röpnack war Viktoria 89 einfach zu stark besetzt.

### Nationalmannschaft
Am 16. Mai 1910 kam der zumeist als Mittel- oder Halbstürmer agierende Offensivspieler in Duisburg zu seinem einzigen Länderspieleinsatz für die A-Nationalmannschaft. Die Partie gegen die Nationalmannschaft Belgiens wurde allerdings mit 0:3 verloren. Der DFB hatte die Terminierung vermasselt – einen Tag zuvor fand das Endspiel um die deutsche Meisterschaft zwischen dem Karlsruher FV und Holstein Kiel statt – und es fanden sich nicht genügend Spieler in Duisburg ein. Deshalb mussten aus dem Publikum vier Spieler und ein Ersatzspieler ausgesucht werden. Da verwundert die Niederlage nicht.

## Sonstiges
Der Stürmer war ausgesprochen vielseitig. Er gewann im Tennis über 200 Preise, spielte Eis- und Feldhockey für den Leipziger SC und war 1903 über 3000 m Gaumeister der Leichtathletik. Nach seiner aktiven Karriere arbeitete er als Verlagsbuchhändler.